# 남방상괭이
남방상괭이(Neophocaena phocaenoides)는 쇠돌고래과의 한 종이다. 인도양의 대부분과 인도네시아 북쪽에서 대만 해협에 이르는 열대 및 아열대 태평양에 걸쳐 서식한다.